# Astra (álbum)
Astra es el tercer álbum de estudio de la banda de rock progresivo británica Asia y fue publicado en 1985, en el cual se notó un cambio musical en la banda más avanzado y atrevido, con un sonido más cercano al heavy metal.
En 1984, John Wetton, cantante y bajista original de Asia regresó al grupo, después de que ausentara en el mes de septiembre de 1983. Wetton había sido reemplazado temporalmente por Greg Lake para sus conciertos en Budokan, Tokio en diciembre de 1983. El primero de esos conciertos fue anunciado como Asia In Asia y fue transmitido por la MTV y la radio Westwood One.
Wetton había regresado, pero Steve Howe abandonó la grabación de Astra y fue sustituido por el guitarrista suizo Mandy Meyer, exintegrante del grupo Cobra y Krokus.
El álbum se posicionó en el 67.º lugar de la lista del Billboard 200,  además de que dos sencillos «Go» y «Too Late» entraron en la lista del Mainstream Rock Tracks en los lugares 7.º y 30.º respectivamente. A pesar de que Astra vendió más de 500.000 unidades, la gira que se había planeado se canceló.

## Lista de canciones
| Side one |                            |                               |          |  |
| N.º      | Título                     | Escritor(es)                  | Duración |  |
| 1.       | «Go»                       | John Wetton / Geoff Downes    | 4:08     |  |
| 2.       | «Voice of America»         | Wetton / Downes               | 4:28     |  |
| 3.       | «Hard on Me»               | Wetton / Downes / Carl Palmer | 3:36     |  |
| 4.       | «Wishing»                  | Wetton / Downes               | 4:17     |  |
| 5.       | «Rock and Roll Dream»      | Wetton / Downes               | 6:52     |  |
| 6.       | «Countdown to Zero»        | Wetton / Downes               | 4:17     |  |
| 7.       | «Love Now 'Till Eterntity» | Wetton / Downes               | 4:13     |  |
| 8.       | «Too Late»                 | Wetton / Downes / Palmer      | 4:13     |  |
| 9.       | «Suspicion»                | Wetton / Downes               | 3:46     |  |
| 10.      | «After the War»            | Wetton / Downes               | 5:10     |  |

## Formación
- John Wetton - voz y bajo
- Geoff Downes - teclado y coros
- Carl Palmer - batería
- Mandy Meyer - guitarra